# 신미림
신미림 (1990년 7월 25일 ~ )은 대한민국의 YTN 뉴스의 기상캐스터로 활동하고 있다.

## 학력
- 대학교 언론정보학과

## 경력
- OBS경인TV 뉴스 기상캐스터
- YTN 뉴스 기상캐스터